# کتلین رز پرکینز
کتلین رُز پرکینز (انگلیسی: Kathleen Rose Perkins؛ زادهٔ ۱۵ نوامبر ۱۹۷۴) یک هنرپیشه اهل ایالات متحده آمریکا است.

## گزیدهٔ آثار

### سینما
- دختر گم‌شده (۲۰۱۴)
- بحث کافیه (۲۰۱۳)
- تاریخچه کوتاه زوال (۲۰۱۳)
- پردیس (۲۰۱۳)
- پیمان (۲۰۱۲)
- فرشتگان و دختران گاوچران (۲۰۱۲)

### تلویزیون
- من با این وضعیت راحت نیستم (۲۰۲۰)
- مظنون (۲۰۱۳)
- اپیزودها (۲۰۱۱ تا کنون)
- درمانگاه خصوصی (۲۰۱۱)
- به من دروغ بگو (۲۰۱۱)
- منتالیست (۲۰۱۰)
- ان‌سی‌آی‌اس: لس‌آنجلس (۲۰۱۳–۲۰۰۹)
- گری مجرد (۲۰۰۹)
- آناتومی گری (۲۰۰۸)
- آشنایی با مادر (۲۰۰۵)
- زندگی با فرن (۲۰۰۵)